# Echiniscus nepalensis
Echiniscus nepalensis är en djurart som tillhör fylumet trögkrypare, och som beskrevs av Hieronymus Dastych 1975. Echiniscus nepalensis ingår i släktet Echiniscus och familjen Echiniscidae. Inga underarter finns listade i Catalogue of Life.